# Phytoptus rufensis
Phytoptus rufensis är en spindeldjursart som beskrevs av David C.M. Manson 1970. Phytoptus rufensis ingår i släktet Phytoptus och familjen Phytoptidae. Inga underarter finns listade i Catalogue of Life.